# St. Sebastian (Mittelkalbach)

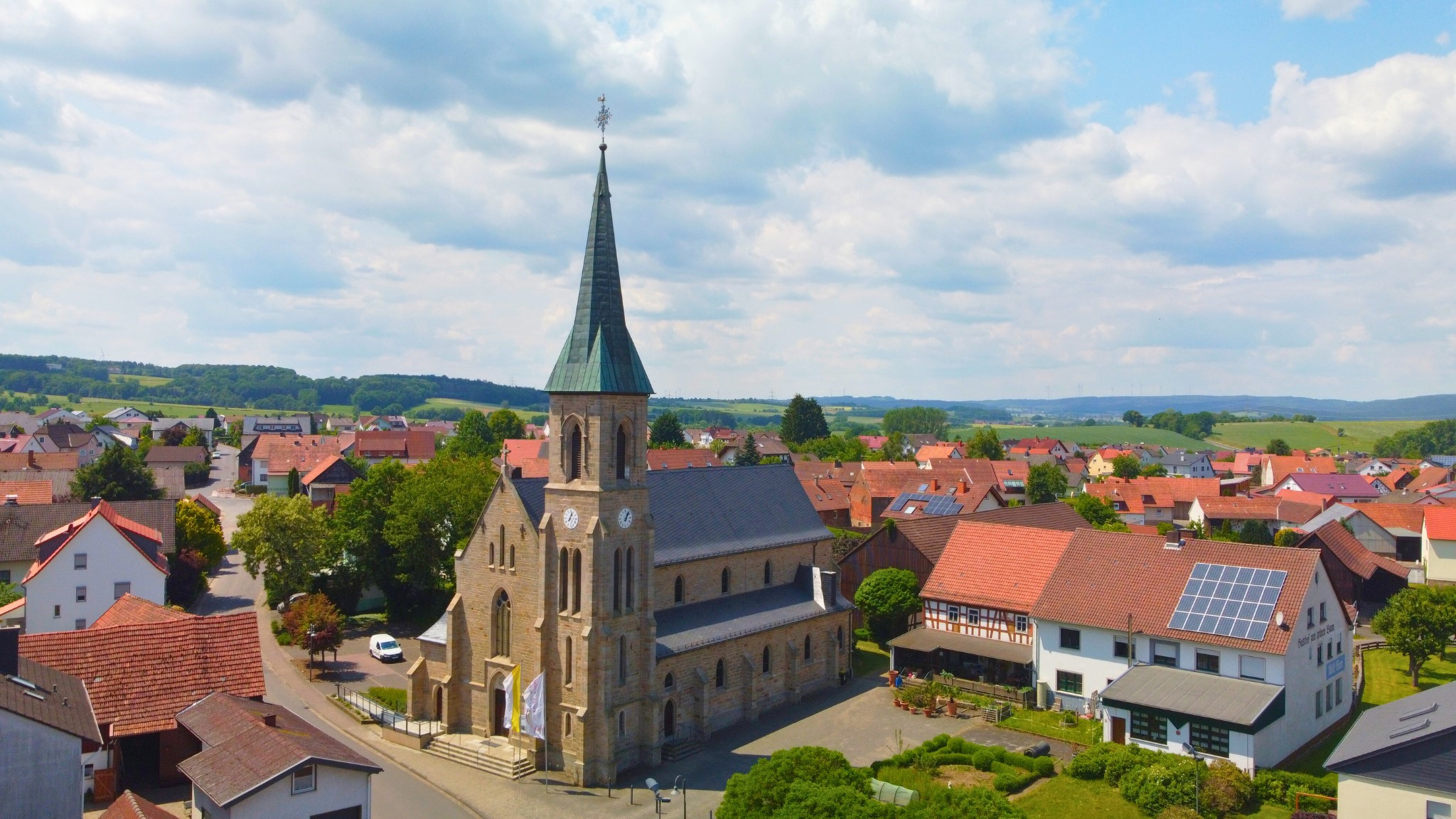

Die römisch-katholische Kirche St. Sebastian, eine Kirche der Neugotik in der Diözese Fulda, befindet sich im Ortsteil Mittelkalbach der Gemeinde Kalbach im Landkreis Fulda. Sie ist die Pfarrkirche der Kirchengemeinde St. Kilian Kalbach.

## Pfarrliche Zugehörigkeit
Die katholische Gemeinde des Dorfes gehörte zunächst zur Pfarrei Flieden, seit 1582 zur neugegründeten Pfarrei Neuhof und es befand sich am heutigen Standort eine kleine Kapelle. Zwischen 1786 und 1789 wurde diese Kapelle durch eine neue Kirche ersetzt. Seit 1884 wohnte ein Neuhofer Kaplan vor Ort und hatte somit die Funktion eines Lokalkaplans. 1895 wurde Mittelkalbach zu einer selbständigen Kirchengemeinde erhoben. Seit dem 1. Januar 2016 ist die Kirche St. Sebastian die Pfarrkirche der neu gegründeten Kirchengemeinde St. Kilian Kalbach.

## Geschichte
Seit dem 11. Jahrhundert gab es Hinweise auf eine Siedlung im heutigen Mittelkalbach.

### Vorgängerbauten
Vor der Errichtung der heutigen Kirche gab es in Mittelkalbach an gleicher Stelle zwei Vorgängerbauten. Eine Kapelle St. Sebastian ist für 1656 bezeugt, wahrscheinlich bestand sie laut Jahreszahl auf einer damals vorhandenen Glocke schon 1515. Ein Neubau erfolgte 1786–89 und wurde beim Bau der jetzigen Kirche, die 1900 konsekriert wurde, wieder abgerissen.

### Heutige Kirche
Die heutige Kirche St. Sebastian wurde in den Jahren 1898 bis 1900 nach den Entwürfen des Bautechnikers August Engel aus Bad Orb errichtet. Als fast identische Vorlage diente hierbei die St.-Laurentius-Kirche in Bad Soden, die nach den Plänen des Kreisbaumeisters Georg Schneller erbaut wurde. Die Mittelkalbacher Kirche ist ein stattlicher Bau in den Formen einer dreischiffigen Basilika mit fünf Fensterachsen und einem eingezogenen Chor mit dreiseitigem Schluss und mit eingestelltem hohen Turm im Stil der Neugotik. Der Innenraum ist mit einem Kreuzrippengewölbe überspannt. Die Kirchenausstattung und die aufwendigen Wandmalereien entstanden während der Bauzeit.
Im Jahre 1972 schreibt der Landeskonservator Prof. Kiesow, dass die neugotische Kirche in ihrer Außenarchitektur und Innengestaltung sehr gut erhalten sei und würdigte diese Kirche als bedeutsames Dokument der Kirchenbaukunst.

### Grundstein der Kirche
In der Pfarrchronik ist zur Grundsteinlegung (24. Mai 1898) zu lesen: Als Grundstein diente uns derselbe Stein, welcher auch in der alten Kirche diesen Zweck erfüllt hatte. Die im Stein aufbewahrte Urkunde lautet:
Anno post salutem hominibus a Christo allatam
millesimo octingentesimo nonagesimo octavo
sedente in Cathedra Romana Leone XIII summum in Germaniae gentes imperium tenente Guilelmo II episcopali sede Fuldensi vacante parrocciam Mittelkalbach oppidi gerente Josepho Flügel

in honorem (Sacrae Familiae) (S. Sebastiani) hujus aedis sacrae lapis primaries positus est a. de. IX Kal. Junias Q.D.O.M.B.V.
Deutsche Übersetzung:
Im Jahre des Heils 1898, als Leo XIII. auf dem päpstlichen Stuhl saß und Kaiser Wilhelm II. das Deutsche Reich regierte, als der Bischofsstuhl von Fulda vakant war und Pfarrer Joseph Flügel die Pfarrei Mittelkalbach verwaltete, wurde am 9. Juni der Grundstein dieses heiligen Hauses zu Ehren der Heiligen Familie und des Heiligen Sebastian gelegt, was Gott zum Guten wenden möge.

### Zeitleiste des Kirchengebäudes
Die Geschichte der Kirche beginnt mit dem ersten Spatenstich am 15. März 1898. Am 24. Mai 1898 erfolgte die Grundsteinlegung durch den Dechanten Malkmus aus Neuhof. Dafür wurde ein Stein der Vorgängerkirche verwendet. Bereits am 2. August 1898 wurden die für den Turm vorgesehenen vier Glocken der Glockengießerei F. Otto aus Hemelingen geliefert, die am 11. August im eisernen Glockenstuhl aufgehängt wurden.
Der Bau schritt zügig voran: Zwischen dem 31. August und dem 3. September 1898 wurde das Kirchendach mit Zementziegeln gedeckt, während der Turm und der Chorabschluss mit Schiefer versehen wurden. Im Oktober 1898 begann der Einbau des Fußbodens sowie der Holz- und Schmiedearbeiten. Am 13. November 1898 erfolgte die Benediktion (Segnung) der Kirche.
Im Jahr 1899 wurden Verputzerarbeiten sowie Schreinerarbeiten abgeschlossen, und die Ausstattung der Kirche wurde beschafft. Die feierliche Konsekration (Weihung) der Kirche durch den Bischof von Fulda, Adalbert Endert, fand am 2. Juli 1900 statt. Eingeschlossen in den Hochaltar wurden Reliquien von den hl. Märtyrern Faustinus, Felix und einer Jungfrau, Gefährtin der Heiligen Ursula. In den folgenden Jahren wurden der Chor (1903) und das Kirchenschiff (1904) ausgemalt. 1906 wurde die erste Orgel durch die Firma Walcker installiert.
Von den Glocken, die 1898 in den Turm gehängt wurden, mussten 1917 im Ersten Weltkrieg drei Glocken für den Bronzebedarf des Krieges geopfert werden. 1920 wurde eine neue kleine Glocke angeschafft, gefolgt von einer großen Glocke im Jahr 1926. Die Einführung der elektrischen Beleuchtung erfolgte bereits 1921, und 1939 wurde eine elektrische Läuteanlage eingebaut.
Im Zuge des Zweiten Weltkriegs wurden 1942 erneut Glocken beschlagnahmt. 1950 lieferte die Glockengießerei Otto, wie schon 1898, neue Glocken. Ein Brandschaden in der Sakristei im Jahr 1951 stellte eine weitere Herausforderung dar. 1959 wurde eine elektrische Heizung unter den Bänken und 1960 ein elektrischer Liedanzeiger eingebaut.
In den folgenden Jahren wurden weitere Renovierungen und Modernisierungen durchgeführt. 1964 wurde die Orgel gereinigt und überholt, und der von Holzschädlingen befallene Dachstuhl saniert. In 1965 wurde schließlich auch die Lautsprecheranlage elektrifiziert. 1973 erfolgte die Neueindeckung der Dächer, die Fassaden wurden instand gesetzt und der Turmhelm erhielt eine Kupferblechverkleidung. Aufgrund der Liturgiereform des Zweiten Vatikanischen Konzils kam es 1974 zu einer Neugestaltung des Altarraums.
Im Juli 1976 wurde eine Warmluftheizung installiert und Jura-Marmor ersetzte den alten Fußboden. 1977 erhielt die Kirche neue Fenster in den Seitenschiffen von der Firma Derix aus Rottweil, ein Jahr später wurden die Raumschale und Bemalung grundlegend erneuert sowie ein neuer Zelebrationsaltar installiert.
Die Eingangstreppe vor dem Hauptportal wurde in 1980 ausgetauscht, da die alte Treppe in die Jahre gekommen war. Auch die Chorfenster benötigten eine Renovierung aufgrund ihres Alters, die schließlich in 1984 vorgenommen wurde.
Weil die störungsanfällige alte Orgel zu viele Probleme mit sich brachte, wurde in 1988 eine neue Orgel aufgebaut. Die neue Orgel mit 1.756 Pfeifen wurde am 3. Adventssonntag 1988 feierlich eingeweiht. Auf zwei Manualen stehen dem Organisten 22 Register zur Verfügung, durch die er auch andere Instrumente imitieren kann.
Da der Platz in der Sakristei für Pfarrer und Messdiener nicht mehr ausreichte, entschied man sich Anfang der 2000er für die Errichtung eines Anbaus. Dieser konnte in 2004 fertiggestellt und am 4. Juli desselben Jahres eingeweiht werden.
Im Jahr 2019 begann eine umfassende Sanierung der Kirche, die bis 2021 andauerte. Der erste Bauabschnitt, der von Mai 2019 bis Juni 2020 dauerte, umfasste die Außensanierung, bei der das Dachgestühl erneuert, die Schiefereindeckung ausgetauscht und die Natursteinfassade restauriert wurde. Ein barrierefreier Zugang zur Kirche wurde ebenfalls geschaffen. Der zweite Bauabschnitt beschäftigte sich mit einer Innensanierung. Hierfür wurde die Kirche vorübergehend vollständig geschlossen. In dieser Zeit wurden die Wand- und Gewölbeflächen gereinigt, das Altarpodests auf das Niveau von 1900 zurückgeführt sowie die Heizungs- und Lüftungstechnik modernisiert. Ein neues Beleuchtungskonzept, eine neue Beschallungsanlage, neue Gitterabtrennungen, neue Windfänge sowie die Neugestaltung der liturgischen Stätten im Altar- und Taufbereich rundeten die Sanierung ab.
Die feierliche Wiedereröffnung der Kirche fand am 27. Juni 2021 statt. Weihbischof Karlheinz Diez aus Fulda weihte dabei den neuen Altar und markierte so den Abschluss der zweijährigen Renovierungsarbeiten.

## Ausstattung

Altarraum mit Apsisfenstern

### Apsisfenster
In der Apsis befinden sich drei große Bleiverglasungen, die von der Firma Ely aus Kassel-Wehlheiden hergestellt wurden. Folgende Darstellungen sind in den Fenstern dargestellt: Heiliger Bonifatius, Heiliger Sebastian (linkes Fenster), Heilige Familie (mittleres Fenster) und Heilige Ursula und Heilige Elisabeth (rechtes Fenster).
Die linke Bleiverglasung trägt die Inschrift: Gestiftet von der Mittelkalbacher Gemeinde anno domini Mittelkalbach 1898.
Die mittlere Bleiverglasung wurde gestiftet: Von einem Wohltäter der Gemeinde Adam Joseph Belz anno domini Mittelkalbach 1898.
Die rechte Bleiverglasung trägt die Inschrift: Gestiftet von den Mitgliedern der Rosenkranzvereine anno domini Mittelkalbach 1898.

### Vier Evangelisten
Im Altarraum sind in vier Medaillons die vier Evangelisten Matthäus, Johannes, Markus und Lukas mit ihren Symbolen in einem floralen Ornament umrahmt dargestellt.

### Seligpreisungen
Im Mittelschiff der Kirche, sind jeweils rechts und links im Bereich des Obergadens unterhalb der Fenster, die acht Seligpreisungen dargestellt. In einem Medaillon hält ein Engel jeweils ein Spruchband in den Händen.

### Antependien der drei Altäre
Auf den Frontseiten im Bereich des Altarunterbaus sind Antependien auf Metallplatten dargestellt. Im Hochaltar wurde eine Nachbildung des Albendmahls von Leonardo da Vinci dargestellt. Das Antependium am Marienaltar im linken Seitenschiff stellt die Verkündigung der Geburt Jesus dar. Unter dem Josefsaltar im rechten Seitenschiff ist der Tod Josefs dargestellt.

### Heiligendarstellungen
Die Kirche ist mit insgesamt 17 Figuren sehr reich mit Heiligendarstellungen aus Holz ausgestattet. So befinden sich im Mittelschiff folgenden Figuren bzw. Darstellungen auf Holzkapitellen: Heiliger Antonius, eine Pietà, Heiliger Wendelin, Heilige Barbara, Immaculata, Heiliger Valentin und der Heiligen Anna.
In den Seitenschiffen befinden sich vier weitere aus Holz gefertigte Figuren: Herz Jesu auf einem Holzkapitell, in den Altarnischen des Marienaltars und des Josefsaltars befindet die Statuen von Maria und dem Heiligen Josef und eine Figur Herz Mariä auf einem Holzkapitell.
Im neugotische Hochaltar befinden sechs weiter Holzfiguren des Heiligen Aloisius, des Heiligen Sebastian (Kirchenpatron), der Heiligen Agnes, der Heiligen Lioba und zwei Engel.

### Hochaltar
Der neugotische Hochaltar und die Figuren sind eine Arbeit aus der Kunstanstalt A. Müller aus Innsbruck. Ebenso wurden die beiden Statuen Herz Jesu und Herz Mariä aus dieser Kunstanstalt angeschafft.
Der Hochaltar besteht aus einem Steinsockel, der an den Seiten bemalt ist und an der Vorderseite das Antependium Albendmahls von Leonardo da Vinci zeigt. Das dreiteilige Retabel, aus Holz gefertigt und reich verzieht ist mit verschiedenen kleinen Statuen bestückt. Im mittleren Turm des Altares thront das Kruzifix eingerahmt von zwei gegenüberstehenden Engeln.

### Sonstiges
Der Kreuzweg wurde um 1900 aus der Kunstanstalt Berz in München angekauft und am Festtag des Heiligen Sebastian durch einen Franziskanerpater Maximilian Custos gesegnet.
Die Seitenaltäre und Kanzel wurden von einem Bildhauer aus Frankfurt gefertigt.
Der Taufstein fertige Leonard Weber aus Mittelkalbach sehr kunstvoll dieser steht seit der Innenrenovierung 2021 im hinteren Bereich des Mittelschiffes.

### Neugestaltung der liturgischen Orte
Für die Architektur der Basilika, in der Raum, Farbe und Schnitzwerk einen gut klingenden Akkord ergeben, wurde 2020 nach einem Wettbewerbsverfahren eine Neugestaltung des Altarraumes mit Zelebrationsaltar, Altarleuchter, Ambo, Sedilien, Vortragekreuz, Marienlichterbank und eine Neuanordnung des Taufsteins geplant und ausgeführt.
Es entstand ein Altar, in seiner Formensprache eine Tischform aus heller Bronze gegossen und mit einer Altarplatte aus hellem Kalkstein. Die Abendmahlsdarstellung im Antependium des Hochaltars bleibt so von allen Seiten weitgehend sichtbar. Eine siegelartige szenische Darstellungen mi dem Motiven Tod und Auferstehung, im oberen Bereich des Altars, hinter denen sich das Altarreliquiar befindet.
In der Bodenplatte des Altars befinden sich, als Gemmen-Reliefs dargestellte vier Kirchenpatrone der Nachbarkirchen der Pfarrgemeinde.
Zwei Stehleuchter, ebenfalls aus Bronze, umgeben den Altar. Bei näherer Betrachtung werden fragmentarisch Ähren, Trauben und Reben sichtbar und der Text „Lumen Christ“ ist lesbar.
Der Ambo im gleichen Material führt die Formensprache fort, zeigt auf der Pultfläche an den Ecken als Gemmen die vier Evangelisten und an der Ansichtsseite in Spannung zur ruhigen Fläche eine szenische Darstellung der Verkündigung an Maria, sowie im unteren Teil das Symbol eines wachsenden Samenkorns.
Das Material Bronze antwortet auf die Vergoldungen in den Schnitzwerken und nimmt den Farbton des Bodenbelags auf.
Das Vortragskreuz aus heller Bronze, mit einer geschwärzten Tragestange, gleich wie bei den Altarleuchtern, zeigt zentral die Darstellung des Auferstandenen in einem Siegerkranz, auf der Rückseite weitergeführt die Symbolzeichen der Ähren und Trauben. Die Form des Kreuzes endet mit gefassten, pyramidenartigen Edelsteinen in den liturgischen Farben weiß, gelb, grün und violett.
Der historische Taufstein wird im Eingangsbereich in Höhe der Seiteneingänge und der Hauptachse neu eingebunden und durch eine behutsame Veränderung der Bänke entsteht ein neuer liturgischer Ort, der Taufstein und Altar in der Sicht verbindet.
Der neue Osterleuchter in Bronze mit dem Zeichen der Auferstehung, gesiegelt mit den Motiven Geburt Christi und Pantokrator und dem Text „Ich bin die Auferstehung und das Leben, wer an mich glaubt wird leben in alle Ewigkeit“, betont diesen bedeutenden Ort der Taufe. In den Taufstein ist eine schlichte Schale aus heller Bronze eingelassen mit dem Schriftzug, den der Priester bei der Taufe spricht: Ich Taufe dich „Im Namen des Vaters und des Sohnes und des Heiligen Geistes“.
Die Marienlichterbank ist in zwei Ebenen aus heller Bronze angeordnet und auch hier wurden die beiden Symbole der Ähren und Trauben aufgenommen. In den Platten der Lichterbank sind verschiedenen Mariendarstellungen dargestellt. In der Mitte der Lichterbank gibt es eine Halterung für eine besondere Marienkerze.

## Orgel

### Zur Geschichte der Orgeln von St. Sebastian Mittelkalbach
- 1808 Orgelbau durch Johann Markus Oestreich. Klanggestalt nicht bekannt.[6]
- 1835 Reparatur durch „die Gebrüder Oestreich“.
- 1885 Reparatur durch Wilhelm Oestreich.
- 1906 Neubau durch die Firma Walcker, Ludwigsburg für 7.250 Mark
- 1907 Einbau einer Trompete 8‘ anstelle von Dolce 8‘ durch Walcker.[7]
- 1911 Orgel von Walcker um 1,20 m vorgerückt.[8]
- 1914 Verkauf der alten Orgel nach Veitsteinbach Kr. Fulda.[9]
- 1928 Plan, im Schwellwerk eine 2‘-Stimme und im Pedalwerk eine Posaune 16‘ einzubauen. Auch sollte die Orgel wieder zurückversetzt werden. Unterbleibt jedoch.[10]
- 1965 Reinigung und Reparatur durch A. Späth.[11]
- 1988 Die Walcker-Orgel wird abgebrochen. Neubau durch Hey Ostheim/Rhön mit Wiederverwendung des alten Prospekts.[12]

Disposition 1906:
| I Hauptwerk C–g3 |       |
| Bordun           | 16′   |
| Prinzipal        | 8′    |
| Hohlflöte        | 8′    |
| Gambe            | 8′    |
| Dolce            | 8′    |
| Oktave           | 4′    |
| Rohrflöte        | 4′    |
| Oktave           | 2′    |
| Mixtur IV        | 2 ⁄3′ |

| II Schwellwerk C–g3 |    |
| Geigenprinzipal     | 8′ |
| Lieblich Gedackt    | 8′ |
| Salizional          | 8′ |
| Äoline              | 8′ |
| Vox celestis        | 8′ |
| Fugara              | 4′ |

| Pedal C–f1 |     |
| Subbaß     | 16′ |
| Violon     | 16′ |
| Gedacktbaß | 16′ |
| Oktavbaß   | 8′  |
| Cello      | 8′  |

- Spielhilfen: Normal-, Sub- und Superkoppeln, eine freie Kombination, Tutti, Walze.
- System: Pneumatische Kegelladen.
- Prospekt: Fünf neugotische Felder.

### Neue Orgel der Firma Wolfgang Hey
Die im Jahre 1988 erbaute Orgel der Firma Hey (Urspringen/Rhön) verfügt über 22 Register auf zwei Manualen und Pedalklaviatur und ist im neobarocken Stil intoniert (mechanische Schleifladen).
Die vorherige Walcker-Orgel (erbaut 1906, pneumatische Kegelladen) wurde 1988 bis auf das Prospektgehäuse komplett abgebrochen.
Der mit fünf neugotischen Rundbogenfeldern ausgestattete Prospekt der Walcker-Orgel wurde beim Neubau restauriert und wiederverwandt, somit entspricht die optische Gestalt der Hey-Orgel der alten Walcker-Orgel.
Disposition 1988:
| I Hauptwerk C–g3 |       |
| Prinzipal        | 8′    |
| Rohrflöte        | 8′    |
| Oktave           | 4′    |
| Spitzgedackt     | 4′    |
| Quinte           | 2 ⁄3′ |
| Waldflöte        | 2′    |
| Mixtur IV-V      | 1 ⁄3′ |
| Trompete         | 8′    |

| II. Werk C–g3      |       |
| Bleigedackt        | 8′    |
| Quintade           | 8′    |
| Prinzipal          | 4′    |
| Traversflöte       | 4′    |
| Sesquialter II-III | 2 ⁄3′ |
| Prinzipal          | 2′    |
| Zimbel II          | 1⁄2′  |
| Oboe               | 8′    |
| Tremulant          |       |

| Pedalwerk C–f1 |       |
| Subbaß         | 16′   |
| Prinzipalbaß   | 8′    |
| Gedacktbaß     | 8′    |
| Choralbaß      | 4′    |
| Hintersatz IV  | 2 ⁄3′ |
| Posaune        | 16′   |

- Koppeln: II-I, II-P, I-P.
- mechanische Schleifladen[13]

## Geläut
Im viergeschossigen Glockenturm ist ein vierstimmiges Geläut der Glockengießerei Otto (Bremen-Hemelingen) eingebaut.
Die vier Glocken, die im Jahre 1898 in den Turm gehängt wurden, mussten 1917 im Ersten Weltkrieg drei Glocken für den Bronzebedarf des Krieges geopfert werden. Diese wurden im Jahre 1920 und 1925 durch Neuanschaffungen wieder ersetzt. Im Zweiten Weltkrieg wurden die drei größten Glocken 1942 für Kriegszwecke eingeschmolzen. 1950 wurde die Anschaffung neuer Glocken beschossen und Weihnachten des gleichen Jahres hatten die Mittelkalbach wieder das alte schöne Geläut. Damals wie heute sind es die Töne f, as, b und c mit der Herstellung der neuen Glocken wurde wieder die Firma Glockengießerei Otto (Bremen-Hemelingen) beauftragt.
| Nr. | Name              | Schlagton | Gewicht  | Inschrift                                             | Übersetzung                                                                      |
| --- | ----------------- | --------- | -------- | ----------------------------------------------------- | -------------------------------------------------------------------------------- |
| 1   | SALVE REGINA      | f'        | 1.000 kg | SALVE REGINA MATER MISERICORDIA ET SPES NOSTRA SALVE  | Sei gegrüßt Königin, Mutter der Barmherzigkeit und unsere Hoffnung, sei gegrüßt. |
| 2   | SANCTE JOSEPH     | as'       | 400 kg   | SANCTE JOSEPH VITA NOSTRA SIT TUTA TUE (!) PATROCINIO | O Heiliger Joseph, unser Leben sei sicher unter deinem Schutz.                   |
| 3   | SANCTE SEBASTIANE | b'        | 400 kg   | SANCTE SEBASTIANE CHRISTI MARTYR ORA PRO NOBIS        | O Heiliger Sebastian, Blutzeuge Christi, bitte für uns.                          |
| 4   | SANCTA URSULA     | c''       | 300 kg   | SANCTA URSULA VIRGO ET MARTYR ORA PRO NOBIS           | Heilige Ursula, Jungfrau und Blutzeugin, bitte für uns.                          |